# Séquia Reial de Montcada
La Reial Séquia de Montcada és un dels sistemes hidràulics més antics de les terres valencianes. Els seus orígens es troben en la València musulmana, la qual cosa implica que té una història de més de huit-cents anys, encara que no se sap exactament la data que va ser construïda ni en quines condicions. S'ha parlat dels temps del Califat de Còrdova, o de l'època dels regnes de Taifes en el segle xi, però la veritat és que no s'ha trobat documentació tan antiga ni, ara com ara, els historiadors han trobat referències exactes sobre tot això. Tampoc sembla fàcil que una excavació arqueològica aporte més llum sobre el tema, i, en conseqüència, la història de la séquia de Montcada durant la València musulmana continua sent en bona part un misteri.
La séquia s'inicia a l'Assut de la Séquia Reial de Montcada, un assut de grans dimensions, emplaçat sobre la llera fluvial del Túria, al terme municipal de Paterna, límit amb Manises a la partida de L'Assut.
Des de l'assut fins a la mar, la séquia de Montcada rega quasi la totalitat de les terres situades al marge esquerre del riu Túria, des de Paterna a Puçol.

## Dades
- Té una longitud de 32,8 quilòmetres fins a la seva desembocadura en el barranc de l'Arif entre Puçol i Sagunt.[3]
- Rega una superfície de 6.343 Ha.

## Séquies derivades
Les séquies derivades de la Séquia de Montcada són: Séquia de la Catalana, Séquia de la Uncia o dels Frares, Séquia de la Fila (Paterna), Roll del Pi, Roll de l'Olivereta (Godella), Roll dels Frares, Roll d'Ametler, Roll d'En Ferris (Rocafort), Séquia de la Fila de Massarrojos (València-Massarrojos), Roll de l'Olivereta, Roll de l'Os, Roll Fondo, Séquia d'Alfara del Patriarca (Montcada), Roll del Carraixet, Séquia de la Fila, Séquia dels Alcavons o Antigons (Vinalesa), Roll de Foios (Foios), Roll d'Albalat, Séquia de la Huitena, Séquia de la Fila d'Albalat, Séquia del Rollet (Albalat dels Sorells), Roll del Molí, Séquia de la Fileta de l'Arbre, (Museros), Séquia de la Fila, Séquia de la Sequiola, Séquia del Roll, Séquia de les Filetes, Séquia del Rolletó (Massamagrell), Roll de la Creu (La Pobla de Farnals), Roll Colomer (Rafelbunyol), Séquia de la Fila, Séquia de les Eres o Alcabot (El Puig), Séquia de la Fila o Primer Braç de la Fila, Roll de les Basses, Roll del Canyar, Roll Sud de l'Alter, Roll de l'Alter, Roll de les Pedres, Roll de la Marca, Séquia dels Arenals, Séquia del Brosquil, Séquia de l'Assegador (Puçol).